# Al-Kála
Al-Kála (1962-ig La Calle, francia átírással El Kala, arabul القالة) város és község (baladíja) Algéria keleti részén, At-Tárif tartományban. 2008-ban 28 411 lakosa volt. A tartomány egyetlen kikötővárosa.

## Fekvése
A Földközi-tenger partján fekszik, a tunéziai határ közelében, Annábától 92 km-re keletre, a tartományi székhelytől 21 km-re északkeletre.
A község keletről Szuareh, délkeletről Ajn el-Ásszel és Raml-Szúk, délről At-Tárif és Buteldzsa, nyugatról pedig Berrihán községekkel határos.
Az N44-es országos főút köti össze At-Tárifon keresztül Annábával és az Umm Thebul (Oum Theboul) határátkelővel (22 km). A W109-es út Berrihánon (32 km) és Esatton (58 km) keresztül teremt összeköttetést Annába felé (78 km).

## Története

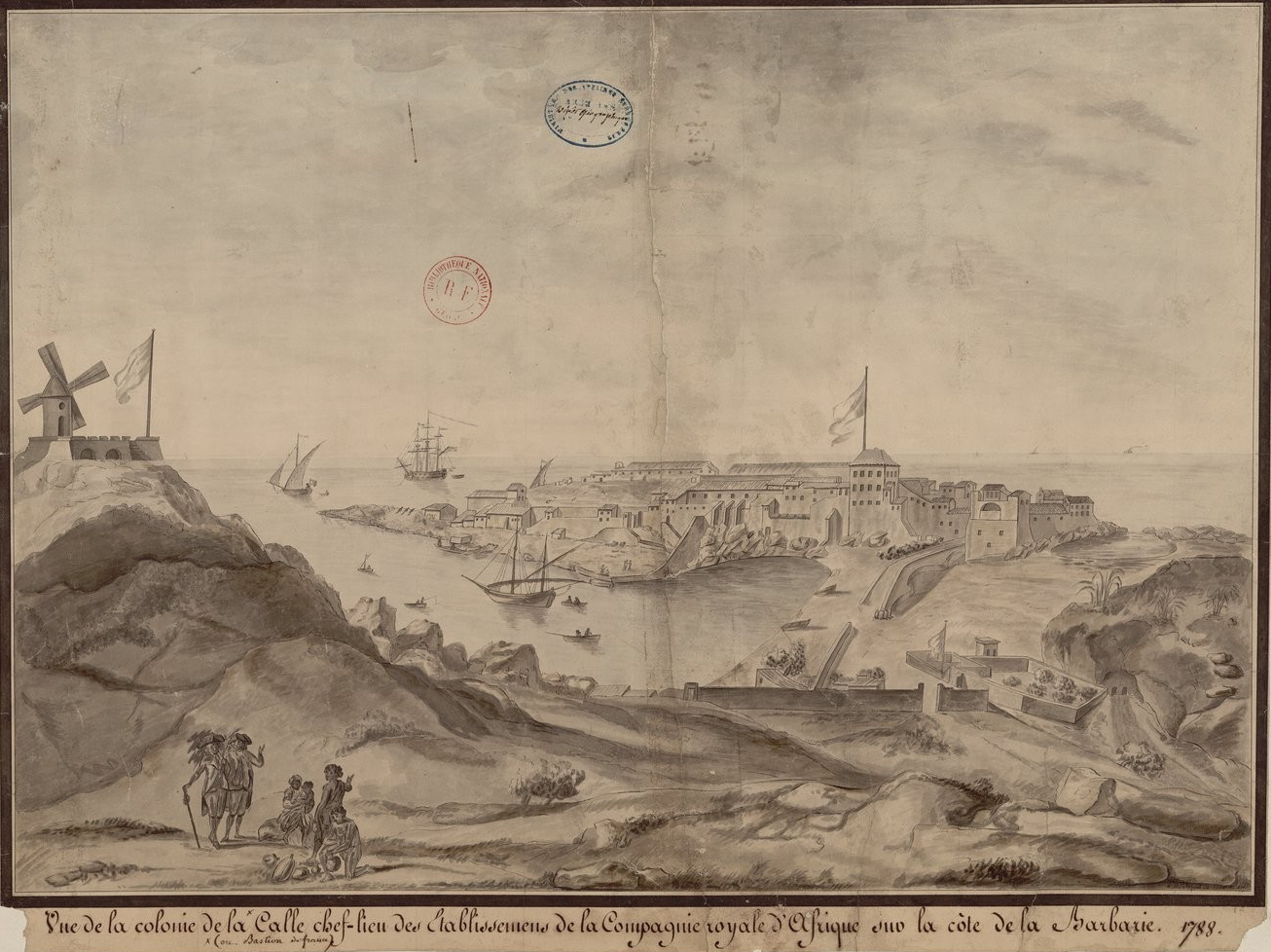
A La Calle-i francia kereskedelmi telep és erőd 1788-ban

Az ókorban is állt itt település, a Római Birodalom idején Tuniza néven szerepelt.
A Cap de Garde-tól a tunéziai Tabarkáig terjedő partszakasz régóta ismert vörös koralljáról. 1150-ben Idriszi arab földrajztudós már Korallok partja néven emlegeti. A kitűnő természetes kikötő az arab hódítás után Marsz el-Kharáz (a franciák között torzítva Marsacarèse) néven szerepelt.
1553-ban, a korzikai származású marseille-i kereskedő, Thomas Lenche /Lincio/, engedélyt kapott az algíri dejtől kereskedelmi telep és erőd (Bastion de France) létesítésére. Halászati társasága (Compagnie marseillaise des concessions d'Afrique) elsősorban nemes vöröskorall gyűjtésével és halászattal foglalkozott. Ekkoriban 50 halászbárka és mintegy 250 halász foglalkozott az értékes luxuscikknek (ékszerek alapanyaga) számító korall halászatával. Az erődöt fennállása alatt több támadás érte az őslakos berberek és korzikai kalózok részéről. 1604 novemberben az annábai Raisz Murád hajói lerombolják az erődöt, IV. Henrik algíri konzulja révén tiltakozik. 1615-1616-ban újabb támadás éri. 1619-ben Thomas Lenche örököse átengedte jogait Provence kormányzójának, a guise-i hercegnek, majd 1631-ben az erőd királyi tulajdonba került Sanson Napollon parancsnoksága alatt. Kis erődöt emelnek a közeli Cap Rose-on is. Napollon idején a halászat mellett a gabonakereskedelem is egyre fontosabbá vált. 1633-ban a genovaiak, majd 1637-ben újra az algíriak támadnak és lerombolják az erődöt. A francia jelenlét csaknem fél évszázadra megszűnik, csak az algíri dejjel 1684-ben kötött béke után építik fel újra La Calle-t.
1741-ben XV. Lajos létrehozza a Compagnie Royal d'Afrique királyi társaságot, melynek La Calle is a fennhatósága alá tartozik. A 18. század második fele a tengeri kereskedelem fénykora. 1799-ben a franciák kiürítették a telepet, majd 1807-ben angol fennhatóság alá kerül a kikötő, az angolok nagy mennyiségű (a hajóépítéshez szükséges) értékes cédrusfát szállítanak el innen. 1816-ban (bár a bécsi kongresszus nem rendelkezett róla) az algíri bej a kikötőt visszaadta a franciáknak, tiltakozásul Algír brit ágyúzása miatt.
1830 után, Algéria francia meghódítása idején La Calle és környékének lakosai (akik közül sokan tanultak meg franciául) nagy számban segédkeztek a gyarmatosítóknak, mint tolmácsok. 1836-ban Berthier de Savigny vezetésével 40 lovasból álló garnizon települ La Calle-ba, ekkor létesül az új település az erőd mellett a védett öbölben.
1843-ban megépült a település első temploma, 1851-ben kórház, 1853-ban pedig iskola kezdi meg működését. 1877-ben La Calle-nak mintegy négyezer, főként olasz származású lakosa volt. 1856-ban jött létre a civil közigazgatás, 1876. október 16-án rakták le az új templom alapkövét.
1848-tól 1957-ig a francia közigazgatásban Constantine megyéhez tartozott, ezután Annába megyéhez (majd Annába tartományhoz. 1983. december 15. óta az újonnan alakított At-Tárif tartomány része. Az Al-Kálai járáshoz (daira) Al-Kálán kívül El-Ajún, Raml Szúk és Szuareh községek tartoznak.
1904. augusztus 8-án adták át a Bône - La Calle vasútvonalat, mely Annábával kötötte össze. A vasútvonalat 1939-ben megszüntették.
1911-ben az Encyclopaedia Britannica mint korallhalászati központot említi és kiemeli szardíniahalászatát és halfeldolgozó iparát. Kikötőjét az északkeleti és nyugati szeleknek kitettként jellemzi.
Algéria függetlenségének kivívásakor a mintegy 5000 lakosú városban vegyesen éltek európai származásúak és őshonos algériaiak. Előbbiek túlnyomó része 1962-ben Franciaországba menekült. A régi, francia gyarmati település a kikötő mellett épült fel kb. 600x200 méteres területen, az 50 év alatt ötszörösére nőtt lakosság nagy része már a tenger szintje fölött kb. 100 méterrel épített új lakónegyedekben talált otthont (Cité Djeffal Turki, Cité FLN, Cité Gharci Amara).
1983-ban, részben Al-Kála területén hozták létre az Al-Kála Nemzeti Parkot.
2010. november 4-én tornádó csapott le a városra a tenger felől, melynek egy halálos áldozata is volt.

## Népesség
- 1998: 24 793[2]
- 2008: 28 411

## Nevezetességek

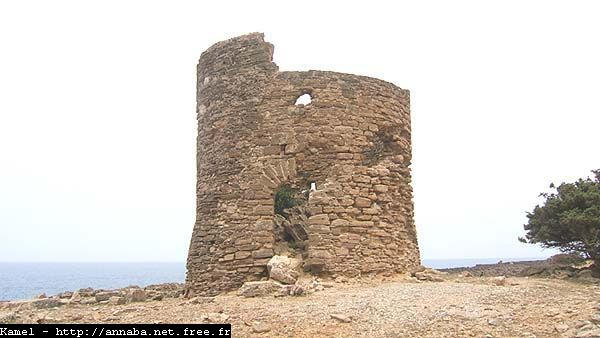
Vieille Calle, a Bastion de France romjai

- 18. századi francia kereskedelmi telep és erőd a városközpontban, a kikötőt védő félszigeten és vele szemben.
- Vieille Calle - a városközponttól 12 km-re nyugatra, a tengerparti hegyoldalban kanyargó úton érhető el. A 16. századi erőd, a Bastion de France romjai.
- Saint Cyprien-templom, a tengerparti sétányon, 1876-ban épült neogótikus stílusban. 1962 után kultúrközponttá alakították át.[10] Mellette áll a 19. századi városháza épülete.
- világítótorony, 1862-ben épült.[11]
- tengerparti strandok:
  - El Melha - 1,5 km hosszú, homokdűnés partszakasz a Melha-tó közelében
  - Plage de Cap Rosa - 0,5 km hosszú homokos partszakasz a Cap Rosa-i világítótoronynál
  - Vieille Calle - 300 méteres kis öböl a Vieille Calle romjainál, az erődtől nyugatra. Az erődtől keletre húzódik az alig 100 méteres kis Plage Fkrina.
  - El Morjane Plage - mintegy 1 km hosszúságban húzódik, a belváros közvetlen szomszédságában, attól nyugatra az új kikötőig.
  - La Méssida - a városközponttól 8 km-re keletre, a Tonga-tó vizét levezető csatorna torkolatánál, kis homokos strand.
- Al-Kála Nemzeti Park
  - Cap Rosa - a városközponttól légvonalban húsz km-re északnyugatra található, az 1869-ben épült világítótorony a tenger fölé 107 méterrel magasodó fokon áll.[12]
  - három, vízi élővilágáról és madarairól nevezetes tó a város környékén: Tonga-tó, Ubejra-tó, Mellah-tó

## Gazdaság
- halászkikötő (a település főként korallhalászatáról híres). Az új kikötő építése a város nyugati részén 2015-ben befejezéséhez közeledik.[13]
- idegenforgalom (tengeri fürdőhelyek, Al-Kála Nemzeti Park)